# Тест на Бъс – Дюрки
Тестът на Бъс-Дюрки е тест за агресивността, който съдържа 66 въпроса с отговори „да“ и „не“ или „вярно“ и „грешно“.
Съдържа 7 скали:
1. Телесна агресивност
2. Непряка агресивност
3. Раздразнителност
4. Негативизъм
5. Възмущение
6. Подозрителност
7. Вербална агресивност

Оригиналния тест, съдържащ 75 въпроса, има и осма скала, а именно:
- Вина